# Silverstoneia dalyi
Silverstoneia dalyi é uma espécie de anfíbio anuro da família Dendrobatidae. Está presente na Colômbia. A UICN classificou-a como em perigo de extinção.